# Mikhaïl Lochtchinsky

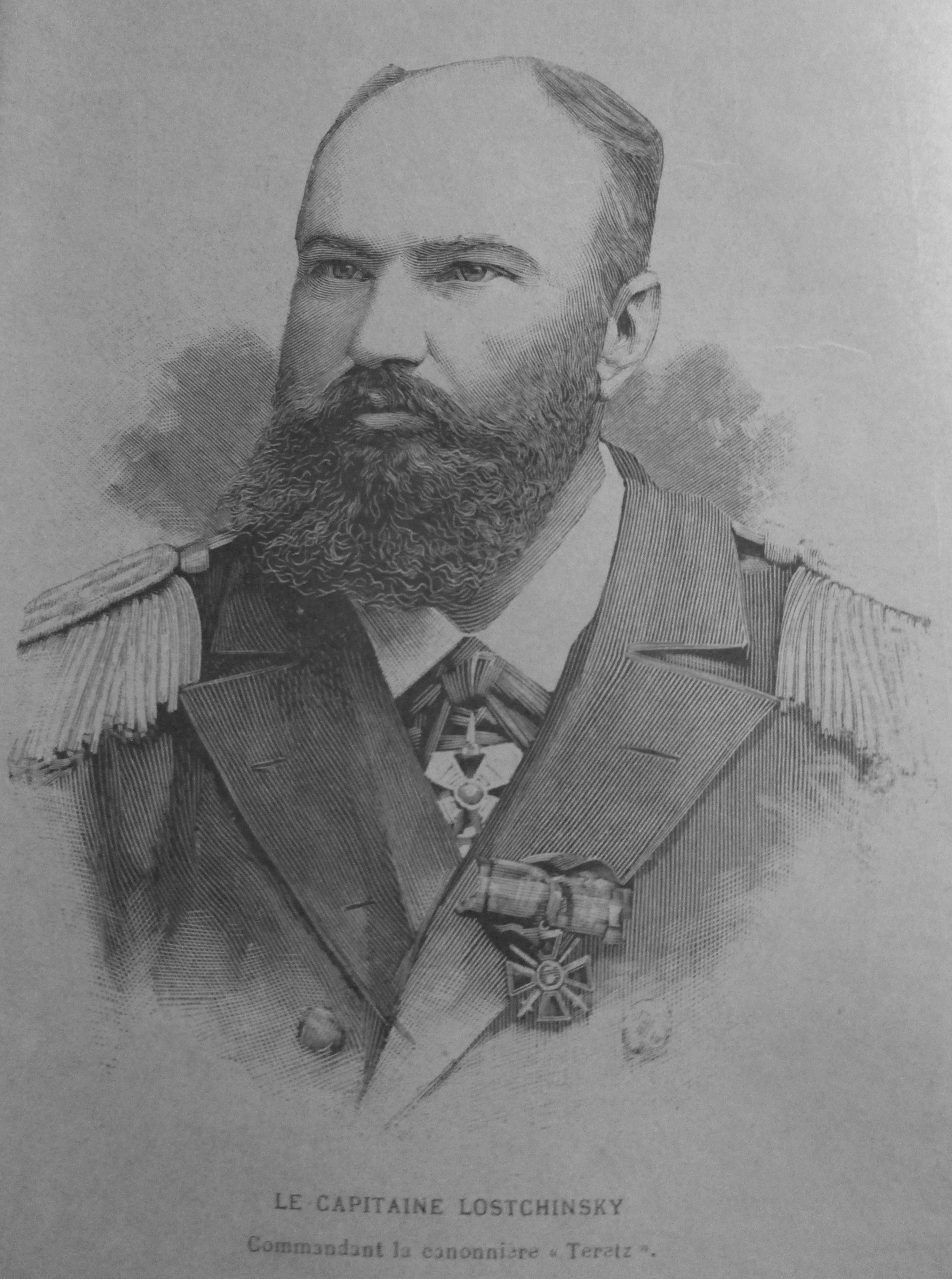
Le capitaine de corvette Lochtchinsky en 1893.

Mikhaïl Feodorovitch Lochtchinsky, en russe :  Михаил Фёдорович Лощинский, né le 5 novembre 1849, mort le 11 janvier 1917 à Petrograd, il était un vice-amiral russe.

## Biographie
Diplômé du Corps naval des Cadets en 1870, garde-marine (grade dans la Marine impériale de Russie de 1716 à 1917). À ce grade, Mikhaïl Feodorovitch Loschinsky entreprit une circumnavigation à bord de la corvette Vytiaz (construction en 1861 - lancement le 24 juillet 1862 - démantelé en 1895 - cette corvette effectua deux tours du monde). Promu aspirant de marine. En 1878 il fut nommé commandant de la Flotte de la mer Noire et participa à la Guerre russo-turque (1877-1878), à cette occasion il fut décoré de l’ordre de Saint-Vladimir (quatrième classe - avec épées et ruban) de l’ordre de Sainte-Anne (troisième classe).

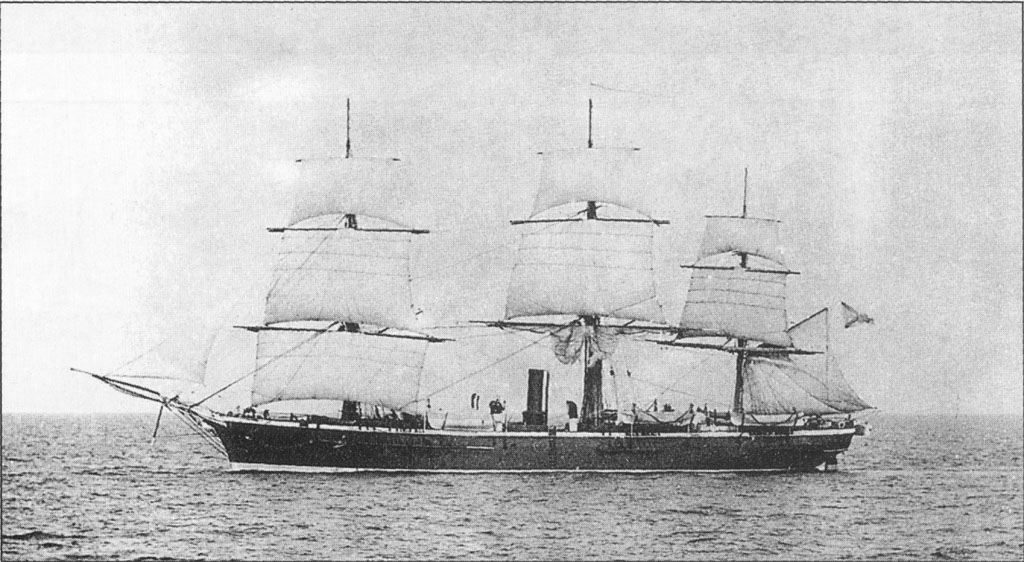
Corvette « Vytiaz »

En 1886, Mikhaïl Lochtchinsky fut nommé capitaine (deuxième rang - grade équivalent à lieutenant-colonel dans l’infanterie ou l’armée de l'air). De 1893 à 1894 il exerça le commandement à bord de la canonnière Terets. Celle-ci fit partie de la visite de la flotte impériale russe à la flotte française à Toulon en octobre 1893, dans le cadre de l'Alliance franco-russe, ce qui donna lieu à de grandes festivités. En 1894 promu capitaine (premier rang - grade correspondant à celui de colonel dans l’infanterie ou l’armée de l'air). En 1896 commandant du Berezan puis du cuirassé Douze Apôtres (1897-1900) (construction février 1888 - lancement le 13 septembre 1890 - mis en service le 28 avril 1892 - mis hors service en 1921)[réf. souhaitée]. Nommé capitaine du port de Sébastopol (1900-1903), au cours de cette fonction il fut promu kontr-admiral (1901). En 1903, cet officier de marine devint le plus jeune chef de la Flotte de la mer Baltique.
Le 28 janvier 1904 Lochtchinsky se rendit à Port-Arthur où il occupa le poste de chef naval et des mines et adjoint au commandant de la forteresse.
Le 24 août 1904 chef des mines défensives de Port-Arthur, Mikhaïl Feodorovitch Lochtchinsky reçut l’Épée d’or avec l’inscription « Pour bravoure » (21 juillet 1904)[réf. souhaitée], l’ordre de Sainte-Anne (première classe - avec épées).
Entre 1905 et 1906 Mikhaïl Lochtchinsky remplit les fonctions de chef d’état-major de la marine et membre de différentes commissions.
Le 20 octobre 1908, au grade de vice-amiral, Mikhaïl Feodorovitch Lochtchinsky fut démis de ses fonctions.

### Décès et inhumation
Mikhaïl Feodorovitch Lochtchinsky décéda à Petrograd le 11 janvier 1917, il fut inhumé à Kherson.

## Distinctions
- 1878: Ordre de Saint-Vladimir (quatrième classe - avec épées et ruban)
- 1878: Ordre de Sainte-Anne (troisième classe)
- 1904 : Épée d’or avec l’inscription « Pour bravoure »
- 1904 : Ordre de Sainte-Anne (première classe - avec épées)